# Капоте (фильм)
«Капо́те» (англ. Capote) — американский биографический драматический фильм 2005 года, первый полнометражный фильм режиссёра Беннетта Миллера, рассказывающий об американском писателе Трумене Капоте с Филипом Сеймуром Хоффманом в главной роли. Фильм в основном рассказывает о событиях, происходивших во время написания научно-популярной книги Капоте «Хладнокровное убийство» (1965). Фильм основан на биографии Джеральда Кларка «Капоте» (1988). Он был выпущен 30 сентября 2005 года в США, что совпало с 81-м днём рождения Капоте и 28 октября в Канаде.
Фильм имел кассовый успех и получил признание критиков за главную роль Хоффмана. Фильм получил несколько наград и был номинирован на 5 премий «Оскар», включая «лучший фильм», «лучшую режиссуру» за Миллера, «лучшую женскую роль второго плана» за Кэтрин Кинер и «лучший адаптированный сценарий», а Хоффман получил премию «Оскар» за лучшую мужскую роль.

## Сюжет
В ночь на 14 ноября 1959 года в американском штате Канзас произошло сенсационное преступление: двое убийц ворвались в дом семьи Клаттеров и с особой жестокостью убили четырёх человек.
Трумен Капоте — нью-йоркская знаменитость, автор романа «Завтрак у Тиффани», читает об этом происшествии в The Times и решает написать для журнала New Yorker собственную версию событий. Ради этого он принимает решение лично встретиться и побеседовать со всеми свидетелями и участниками преступления.
Договорившись по телефону со своим редактором, он вместе с подругой детства Харпер Ли отправляется в Канзас. Во время нахождения Капоте и Ли Харпер в Канзасе полиция арестовывает подозреваемых в убийстве. Тюремная администрация предоставляет Трумену возможность встретиться с заключёнными. Так начинается долгая череда встреч, интервью и бесед между утончённым интеллектуалом-эстетом с изысканными манерами с одной стороны и преступниками, зверски убившими неповинных людей, с другой стороны. Во время многочисленных встреч с ними и, в особенности, в ходе разговоров с одним из обвиняемых — Перри Смитом, писатель пытается узнать как можно больше фактических деталей совершённого преступления, а также социально-психологических подробностей биографии преступника ради достижения более высокой степени правдивости и эмоциональной глубины своего будущего литературного произведения.
В ходе своих первых встреч с Перри Трумен сначала пытается сохранять внутреннее равнодушие к объекту своих исследований, в то время как Перри, который ранее потерял связь со своей семьёй и со всеми близкими, наоборот, начинает чувствовать расположение и симпатию к единственному человеку, которого хоть как-то волнует его судьба. Между писателем-геем и убийцей возникает что-то напоминающее дружбу. Работа над книгой длится в течение четырёх лет, и Трумен надеется, что его роман станет предвестником нового жанра в литературе США — документального романа. Ему не терпится дописать книгу, выход которой в свет нетерпеливо ожидает культурная элита страны и его собственное издательство. Однако из-за многочисленных апелляций развязка его романа (то есть смертная казнь обвиняемых) регулярно затягивается, что чрезвычайно раздражает Трумена.
Между тем терзаемый одиночеством и угрызениями совести Перри всё больше и больше попадает в эмоциональную зависимость от Трумена, пишет ему письма и просит почаще навещать его в тюрьме. Перри также надеется, что Трумен, используя свои связи, найдёт ему хорошего адвоката и будет ходатайствовать перед властями о его помиловании. Трумен сначала раздражённо игнорирует эти просьбы и ожидания, но постепенно начинает чувствовать привязанность к Перри. Подруга Трумена, Харпер Ли, даже подозревает, что он влюблён в Перри, хотя сам Трумен отрицает это. С приближением даты смертной казни Перри и его сообщника Трумен всё более и более осознаёт свою роль в жизни этих людей, к которым остальное общество относится враждебно, и теперь их предстоящая смерть уже начинает печалить и удручать его и в какой-то момент даже доводит его до слёз. По просьбе Перри Трумен присутствует во время приведения в исполнение его смертной казни через повешение.
Наконец, книга готова к изданию, но произошедшие в связи с ней события в жизни Трумена выходят далеко за рамки его литературной работы и заставляют его фундаментально переосмыслить многое в своей собственной жизни. Написанная Капоте история впоследствии издаётся как роман «Хладнокровное убийство» (англ. In Cold Blood).

## В ролях
| Актёр                   | Роль                                                              |
| ----------------------- | ----------------------------------------------------------------- |
| Филип Сеймур Хоффман    | Трумен Капоте                                                     |
| Кэтрин Кинер            | Харпер Ли                                                         |
| Клифтон Коллинз-младший | Перри Смит                                                        |
| Марк Пеллегрино         | Ричард Хикок                                                      |
| Крис Купер              | Элвин Дьюи                                                        |
| Брюс Гринвуд            | Джек Данфи                                                        |
| Боб Балабан             | Уильям Шоун (англ. William Shawn) редактор журнала The New Yorker |
| Эми Райан               | Мэри Дьюи                                                         |
| Маршалл Белл            | Маршалл Кратч начальник тюрьмы                                    |
| К. Эрнст Харт           | Лоуэлл Эндрюс                                                     |

## Награды
- 2005 — премия Национального совета кинокритиков США за лучшую мужскую роль (Филип Сеймур Хоффман), а также попадание в десятку лучших фильмов года
- 2005 — премия «Спутник» за лучшую мужскую роль — драма (Филип Сеймур Хоффман), а также 4 номинации: лучший фильм — драма, лучший режиссёр (Беннетт Миллер), лучшая мужская роль второго плана — драма (Крис Купер), лучший адаптированный сценарий (Дэн Фаттерман)
- 2006 — номинация на Золотого медведя Берлинского кинофестиваля
- 2006 — премия «Оскар» за лучшую мужскую роль (Филип Сеймур Хоффман), а также 4 номинации: лучший фильм (Кэролайн Бэрон, Уильям Винс, Майкл Оховен), лучший режиссёр (Беннетт Миллер), лучшая женская роль второго плана (Кэтрин Кинер), лучший адаптированный сценарий (Дэн Фаттерман)
- 2006 — премия «Золотой глобус» за лучшую мужскую роль — драма (Филип Сеймур Хоффман)
- 2006 — премия BAFTA за лучшую мужскую роль (Филип Сеймур Хоффман), а также 4 номинации: лучший фильм (Кэролайн Бэрон, Уильям Винс, Майкл Оховен), лучший режиссёр (Беннетт Миллер), лучшая женская роль второго плана (Кэтрин Кинер), лучший адаптированный сценарий (Дэн Фаттерман)
- 2006 — премия Гильдии киноактёров США за лучшую мужскую роль (Филип Сеймур Хоффман), а также 2 номинации: лучшая женская роль второго плана (Кэтрин Кинер), лучший актёрский состав
- 2006 — премия «Выбор критиков» за лучшую мужскую роль (Филип Сеймур Хоффман), а также 3 номинации: лучший фильм, лучшая женская роль второго плана (Кэтрин Кинер), лучший сценарий (Дэн Фаттерман)
- 2006 — три премии «Независимый дух»: лучший продюсер (Кэролайн Бэрон), лучшая мужская роль (Филип Сеймур Хоффман), лучший сценарий (Дэн Фаттерман), а также 3 номинации: лучший фильм (Кэролайн Бэрон, Уильям Винс, Майкл Оховен), лучшая операторская работа (Адам Киммел)
- 2006 — номинация на премию Гильдии режиссёров США за лучшую режиссуру художественного фильма (Беннетт Миллер)
- 2006 — номинация на премию Гильдии сценаристов США за лучший адаптированный сценарий (Дэн Фаттерман)
- 2007 — номинация на премию «Бодиль» за лучший американский фильм (Беннетт Миллер)
- 2007 — две номинации на премию Лондонского кружка кинокритиков: лучшая мужская роль (Филип Сеймур Хоффман), лучший сценарий (Дэн Фаттерман)